# Strutharald
Strutharald (w dowolnym tłumaczeniu "Harald Rozciągnięty") – półlegendarny jarl, czy też niekoronowany władca podległej Danom Skanii (południowa Szwecja) pod koniec X wieku (mniej więcej w latach 975-986). Według niektórych sag norweskich miałby być synem Gorma Starego, a więc bratem lub bratem przyrodnim Haralda Sinozębego. Rzekomo był władcą mitycznego Jomsborga w kraju Wenedów na południowych wybrzeżach Bałtyku.  
Strutharald był ojcem Sigvaldiego i Thorkella Wysokiego, którzy mieli w przyszłości dojść do znaczenia w bractwie Jomswikingów i którzy prowadzili akcje zbrojne przeciwko władcy Norwegii, jarlowi Haakonowi Sigurdssonowi. Był także ojcem syna imieniem Hemming i córki Tove, która wyszła za Sigurda Kappego z Bornholmu.